# Rudniška Rača
Rudniška Rača je povirni krak reke Rača, ki se pri Domžalah izliva v Kamniško Bistrico. Izvira v bližini naselja Rudnik pri Moravčah.